# 洋望台
洋望台（ようぼうだい）は、静岡県掛川市にある大字。

## 地理
静岡県掛川市の南部に位置する。北東から南西に向かってやや細長い形状の大字である。小笠山の山麓に位置しており、丘陵に人家が立ち並んでいる。北東から南西に向かって小川が流れている。
大字としての住所表記は「洋望台」であるが、集落としては他の大字とともに「横須賀東」とされる。掛川市の自治区としては、隣接する他の大字とともに川原町区や汐見ヶ丘区などを構成している。

### 河川
- 小川

## 歴史
洋望台と呼ばれている地は、もともとは遠江国城東郡横須賀町の一部、および、西大淵村の一部であった。
その後、町村制の施行に伴い、横須賀町と西大淵村は沖之須村や山崎村の一部と合併することになり、大須賀村が発足した。その後の度重なる市町村合併を経て、2005年（平成17年）4月よりこの地は掛川市の一部となった。区画整理に伴い、大字である横須賀の一部と西大渕の一部が分離独立することになり、2013年（平成25年）10月19日に大字として洋望台が設置された。

### 沿革
- 1871年 - 城東郡が静岡県に移管。
- 1871年 - 城東郡が浜松県に移管。
- 1876年 - 城東郡が静岡県に移管。

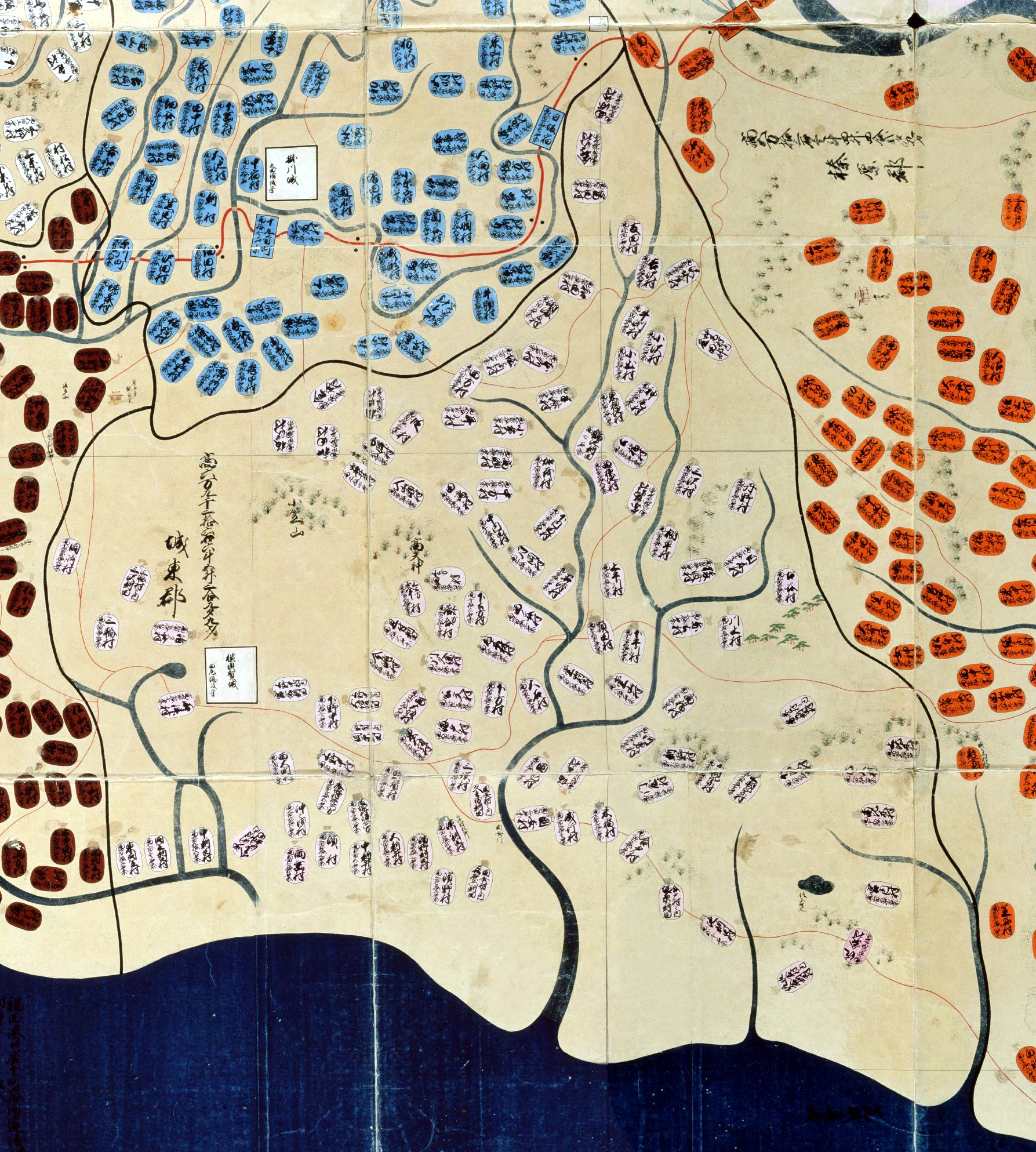
江戸時代に描かれた「遠江國」（『天保國繪圖』天保9年）。城東郡の村は薄桃色で示されており「西大渕村」がみえる

- 1889年 - 静岡県城東郡横須賀町、西大淵村、沖之須村、山崎村の一部が合併して大須賀村を設置。
- 1896年 - 静岡県佐野郡、城東郡が合併して小笠郡を設置。
- 1914年 - 静岡県小笠郡大須賀村が町制施行して横須賀町を設置。
- 1956年 - 静岡県小笠郡横須賀町、大淵村が合併して大須賀町を設置。
- 2005年 - 静岡県掛川市、小笠郡大東町、大須賀町が合併して掛川市を設置。
- 2013年 - 静岡県掛川市の大字として洋望台を設置[5]。

## 世帯数と人口
2024年（令和6年）11月末日現在の世帯数と人口は以下の通りである。
| 大字   | 世帯数  | 人口  |
| ------ | ------- | ----- |
| 洋望台 | 230世帯 | 691人 |

## 事業所
2021年（令和3年）現在の事業所数と従業員数は以下の通りである。
| 大字   | 事業所数 | 従業員数 |
| ------ | -------- | -------- |
| 洋望台 | 3事業所  | 17人     |

## 施設
- 洋望台一号公園[7]
- 松室神社
- 善立寺[8]

## その他

### 郵便
- 郵便番号：437-1306[2]（集配局：大須賀郵便局）

### 警察
警察の管轄区域は以下の通りである。
| 番地 | 警察署     | 交番・駐在所 |
| ---- | ---------- | ------------ |
| 全域 | 掛川警察署 | 大須賀交番   |

### 消防
消防の管轄区域は以下の通りである。
| 番地 | 消防署・分署 | 消防団分団     |
| ---- | ------------ | -------------- |
| 全域 | 南消防署     | 大須賀第一分団 |